# Ministero dell'assistenza postbellica
Il Ministero dell'assistenza postbellica venne istituito con Decreto Luogotenenziale n. 380 del 21 giugno 1945.

## Storia
Riuniva le competenze dei tre Alti Commissariati per i prigionieri di guerra, per l'assistenza morale e materiale ai profughi di guerra e per i reduci e del Ministero dell'Italia occupata.
Il suo compito era quello di prestare assistenza morale e materiale a civili e militari internati e rimpatriati, i civili sfollati in seguito ai bombardamenti o provenienti dalle ex colonie italiane, i profughi, partigiani smobilitati in seguito allo scioglimento delle formazioni alle quali appartenevano e relative famiglie, anche dei caduti.
Aveva un forte radicamento sul territorio, con uffici presenti in ogni capoluogo di provincia: fino al 1946, a Milano, era presente una sede staccata del Ministero con il compito di coordinarne le attività nel Nord Italia.
Nel 1947 stila una relazione che calcola in 1.45 milioni, il numero degli italiani ancora detenuti nei campi di prigionia in tutto il mondo.
Fu soppresso con Decreto Legislativo del Capo provvisorio dello Stato, n. 27 del 14 febbraio 1947: le sue competenze vennero spacchettate tra il Ministero dell'Interno (istituenda Direzione Generale dell'Assistenza Postbellica), Ministero della difesa e Presidenza del Consiglio dei ministri (apposito Sottosegretariato di Stato).
Gli Uffici provinciali, invece, vennero soppressi solo nel 1954 e confluiranno nella Divisione Assistenza delle Prefetture.

## Attività
Coordinava la attività di ricerca dei dispersi e di rimpatrio dall'estero, dei profughi, degli internati e dei prigionieri italiani, gestiva i 109 Centri di Raccolta Profughi, costruiva alloggi destinati ai connazionali assistiti, erogava generi di prima necessità, si occupava del reinserimento lavorativo dei reduci di guerra anche offrendo loro posti di lavoro nella pubblica amministrazione.
Forniva, infine, assistenza sociale e sanitaria.
Presso tale dicastero era inserita la Commissione Riconoscimento Qualifica Partigiani, per il riconoscimento degli status di patriota, partigiano combattente, caduto per la lotta di liberazione, mutilato o invalido per la lotta di liberazione.

## Lista
| Ministro                                                       | Ministro | Ministro                     | Partito                        | Governo       | Mandato          | Mandato          | Leg. |
| Ministro                                                       | Ministro | Ministro                     | Partito                        | Governo       | Inizio           | Fine             | Leg. |
| -------------------------------------------------------------- | -------- | ---------------------------- | ------------------------------ | ------------- | ---------------- | ---------------- | ---- |
| Ministro dell'assistenza postbellica del Regno d'Italia        |          |                              |                                |               |                  |                  |      |
|                                                                |          | Emilio Lussu (1890-1975)     | Partito d'Azione               | Parri         | 21 giugno 1945   | 10 dicembre 1945 | CN   |
|                                                                |          | Luigi Gasparotto (1873-1954) | Partito Democratico del Lavoro | De Gasperi I  | 10 dicembre 1945 | 14 luglio 1946   | CN   |
| Ministro dell'assistenza postbellica della Repubblica Italiana |          |                              |                                |               |                  |                  |      |
|                                                                |          | Emilio Sereni (1907-1977)    | Partito Comunista Italiano     | De Gasperi II | 14 luglio 1946   | 2 febbraio 1947  | AC   |

## Fonti
- maas.ccr.it, su guidagenerale.maas.ccr.it. URL consultato il 12 luglio 2020 (archiviato dall'url originale il 30 luglio 2016).
- collezionaresantini.com[collegamento interrotto].
- dialnet.unirioja.es (PDF).
- liceosansepolcro.it.
- archividelnovecento.it [collegamento interrotto], su catalogo.archividelnovecento.it.
- istoreto.it, su intranet.istoreto.it.